# Théo Court
Théo Court (Ibiza, Islas Baleares, España; 19 de marzo de 1980) es un director de cine hispano-chileno, reconocido como mejor director de la sección Orizzonti del Festival Internacional de Cine de Venecia en 2019.

## Biografía
Es hijo del escultor y pintor chileno Patricio Court del Pedregal y de su segunda esposa, Ana María Bustamante Urcelay; tiene dos hermanos: Ana Clara e Ignacio Court Bustamante. Vivió en Madrid hasta 1996, cuando se trasladó a Chile junto con su familia.
En la Universidad ARCIS en Santiago realizó estudios de cine que completó en la Escuela Internacional de Cine y Televisión (EICTV) de San Antonio de los Baños (Cuba). Se graduó en dirección entre 2002 y 2004.
Sus películas han tenido un amplio recorrido en festivales internacionales, tales como Cannes, Róterdam y Venecia, entre otros. Ha obtenido diversos premios, como el León de Plata a la mejor dirección en la sección Orizzonti del Festival de Venecia y el premio Fipresci del mismo certamen.
Ha dirigido el cortometraje de ficción El espino (2004), la animación Sendero (2007) y los largometrajes de ficción Ocaso (2010) y Blanco en blanco (2019) —esta última película fue candidata por Chile a los premios Óscar a mejor película internacional—.